# Avengers: Secret Wars
Avengers: Secret Wars er en amerikansk film fra 2027 af Anthony Russo og Joe Russo.

## Medvirkende
- Joseph Quinn som Johnny Storm / Human Torch
- Pedro Pascal som Reed Richards / Mister Fantastic
- Ebon Moss-Bachrach som Ben Grimm / Thing
- Vanessa Kirby som Sue Storm / Invisible Woman
- Robert Downey Jr. som Victor von Doom